# François-Auguste Lindley
Pour les articles homonymes, voir Lindley.
François-Auguste Lindley ou Franck Lindley (pseudonyme), né le 14 avril 1861 à Paris 9e où il est mort le 1er octobre 1950, est un peintre, décorateur et céramiste français. Il fut actif de la fin du XIXe siècle jusqu'en 1925.
Spécialiste du style Art déco, cet artiste est surtout connu pour ses qualités en tant que céramiste. Il fut d'ailleurs directeur de l'atelier de la faïencerie de Longwy.
Il exposa régulièrement au Salon d'Hiver de 1928 à 1944. Il y présenta des vues de Paris, de l'Eure, de la Somme, de la Bretagne, ainsi que des natures mortes et des fleurs.